# 르네 프레발
르네 가르시아 프레발(아이티어: René Préval, 1943년 1월 17일 ~ 2017년 3월 3일)은 아이티의 정치가로 아이티의 전 대통령이다.
프레발은 1943년 1월 17일, 아이티의 수도인 포르토프랭스에서 태어났으며, 그는 반미 좌파 성향의 정치인으로, 1991년에 총리를 지낸적이 있고, 1996년에 대통령에 당선되었고, 2001년까지 임기를 지냈고, 2006년에 다시 아이티의 대통령으로 또 당선 되었다.(제38,40대).

## 생애
아이티의 수도 포르토프랭스 1943년에 태어났다. 벨기에의 지방대학인 점블루 농업바이오 대학 농학부를 졸업하였다. 프레발은 1963년에 프랑수아 뒤발리에 독재 정권 하에서 생명의 위협을 당해 가족과 함께 망명을 했다.
르네의 아버지도 농학자이고 뒤발리에 전임자인 폴 마글르와 장군의 정권에서 농업 장관을 지냈다. 자신의 경력에 뒤발리에 정권의 상대가 되어, 그는 벨기에령 콩고의 유엔기구에서 일하게 되었고, 그곳에 가족들과 함께 살았다.
뉴욕 브루클린에서 웨이터로 일하면서 5년간을 보낸 후 프레발 국립 광물 자원 연구소에 일자리를 얻어 아이티로 돌아왔다. 그리고 몇 년 후 그는 노소 공동으로 출자하여 빵집을 열었다. 개업 때 그는 정치적 써클이나 자선 활동에도 참여했다. 그 중 사례지오 위원회 성직자의 장인 베르트랑 아리스티드의 고아원에 빵을 제공하면서 친분을 다졌다.
1991년에 아리스티드가 민주적인 선거를 통해 대통령이 되면서, 프레발은 총리(2월 13일 - 10월 11일)를 맡게 되었는데, 9월 30일 군부 쿠데타로 다시 유배되었다.
1996년 프레발은 선거에서 88%의 득표율로 대통령에 선출되었다. 1996년 취임식을 개최한 프레발은 아이티의 200년 역사에서 두 번째로 민주적인 절차에 의해 선택된 국가 원수가 되었다. 또한 2001년 아이티 최초의 자연 임기 만료 대통령이 되었다. 대통령으로서 프레발은 몇 가지 경제 개혁을 실행했다. 그 중 알려진 것으로 국영 기업의 민영화이지만, 그것은 IMF를 포함한 외부의 압력을 받은 것이라고 지적하기도 한다. 실업률은 (여전히 매우 높은 수준 이었지만) 그 임기 말에는 뒤발리에 정권 붕괴 이후 가장 낮은 실업률을 기록했다. 이 실업률 하락 추세는 아리스티드가 2004년 쿠데타로 축출될 때까지 계속되었다.
또한 대통령으로 그는 군대와 경찰의 인권 침해를 조사하고 재판을 강력하게 지원했다.

### 2006년
2006년 아이티 대통령 선거에서 프레발은 다시 ‘희망전선’(레스포와)의 대통령 후보가 되었다. 당시 같은 당의 아리스티드와 라바라의 많은 지지자들은 다음과 같이 주장하고 있었다.
| “ | 미국과 프랑스와 캐나다의 강요로 유엔군이 폭력과 억압의 작전을 펼치고 있다. | ” |

그러나 프레발은 유엔군의 존재에 찬성하는 입장인 “필요하다면 머물러야 한다”고 발언했다. 1월 29일 장기간의 구속에서 일시적으로 석방된 제라드 장쥐스트는 2월 7일에 프레발에 대한 지지를 선언하였다.
2월 9일 당시의 개표 결과는 프레발은 61%의 득표했지만, 이후 개표 결과는 49.1%로 하락하여, 제2차 투표가 불가피할 것으로 생각되었다. 그런 불법 투표 용지가 발견되는 등, 며칠 프레발의 옹호자가 랭스를 포함한 각지에서 항의 시위를 벌였다. 2월 14일 프레발은 투표의 집계에 부정이 있었다고 주장하고 그가 제1차 투표의 완승자임을 선언하도록 요구했다. 2월 16일 선거관리위원회는 “무효표를 집계에서 제외함으로써 프레발이 51.15%로 제1차 투표에서 승리했다”고 선언했다. 프레발은 아이티 빈민 다수의 지지를 받았다.

### 2008년 폭동
2007년 이후로 쌀과 같은 기초 생필품의 가격이 50% 이상 폭등하자 2008년 4월 초에는 폭동이 일어났다. 소요가 계속되면서, 4월 8일 시위자들은 대통령궁을 기습했지만, 유엔군에 의해 진압되었다. 다음 날인 4월 9일 식량가는 전 세계적인 문제라고 말하면서, 냉정을 되찾을 것을 주문했지만, 시위자들은 수입식량의 관세를 내리라고 요구를 했다. 프레발은 예산 부족을 이유로 거절했으며, 식량 생산을 증산하겠다고 약속을 했다. 그러나 장기적인 대책은 소용이 없었다. 4월 12일 상원은 알렉시스 총리의 해임안을 결의했고, 23개의 쌀가격을 $51에서 $43로 인하하겠다고 발표를 했다. 대통령의 발표에 따라 쌀가격은 국제원조 보조금을 받게 되었으며, 민영 부문에서도 $3가량 인하되었고, 경제적인 어려움을 해소하기 위해 베네수엘라에 원조를 요청할 것이라고 말했다.

### 2010년 지진
2010년 1월 12일 포르토프랭스에 진도 7의 엄청난 지진이 강타를 했다. 대통령궁과의 연락이 두절되자 처음에는 붕괴된 대통령궁에 매몰된 줄 알았으나, 레이먼드 앨사이드 조셉 미대사의 말을 인용하여 대통령 부부가 안전한 섬으로 대피를 했다고 알려졌다. 대통령 부부는 지진이 일어났을 때 막 집으로 들어가려던 순간이었다. 정부의 기능이 마비되었고, 사망자수는 20만명을 초과하였다.
프레발의 이러한 미약하고, 무능한 대처로 국내외의 국민과 정치인들로부터 많은 비난을 사게 되었다.

## 임기
- 1기 : 1996년 2월 7일 - 2001년 2월 7일
- 2기 : 2006년 5월 14일 - 2011년 5월 14일

## 역대 선거 결과
| 선거명      | 직책명          | 대수 | 정당          | 득표율 | 득표수    | 결과 | 당락 |
| ----------- | --------------- | ---- | ------------- | ------ | --------- | ---- | ---- |
| 1995년 선거 | 아이티의 대통령 | 38대 | 판미 라발라스 | 88.00% | 818,014표 | 1위  |      |
| 2006년 선거 | 아이티의 대통령 | 40대 | 희망전선      | 51.21% | 992,796표 | 1위  |      |